# Негрская раса
Не́грская ра́са — одна из человеческих рас, относится к так называемым малым расам. Распространена в тропических районах Африки к югу от Сахары. Вследствие работорговли представители негрской расы были переселены в Новый Свет, где теперь составляют значительную долю населения, а в некоторых регионах, например, в Карибском, преобладают. Негрская раса вместе с центральноафриканской и южноафриканской входит в состав большой негроидной расы. Представители негрской расы составляют абсолютное большинство среди всех негроидов.
Негрская раса наряду с негрилльской (центральноафриканской), бушменской (южноафриканской) и другими выделяется в составе экваториальной (австрало-негроидной) расы в классификации Я. Я. Рогинского и М. Г. Левина. В работах Г. Ф. Дебеца популяции негрского типа представлены как суданская, нилотская и южноафриканская малые расы африканской ветви негро-австралоидной расы, в исследованиях В. В. Бунака — как суданская, нилотская и негро-гвинейская малые расы африканской ветви тропического расового ствола.
В литературе, выпускаемой за пределами постсоветского пространства, по отношению к негрской расе чаще всего применяют термин «негроидная» в узком смысле (без пигмеев и койсаноидов).

## Признаки
Если не считать сравнительно высокую длину тела и слабый рост усов и бороды, все остальные негроидные признаки у представителей негрской малой расы выражены наиболее отчётливо. В целом негрская раса характеризуется следующими признаками:
- тёмная пигментация кожи, варьирующая в различных популяциях от тёмно-коричневого до иссиня-чёрного оттенка;
- тёмный цвет радужки глаз;
- кучерявые чёрные волосы;
- широкая и плоская форма носа;
- очень толстые губы;
- долихокрания, менее выраженная чем у представителей азиатской меланезийской расы, встречаются также признаки мезокрании;
- прогнатизм, развитый в более сильной степени, чем у меланезоидов;
- средний или высокий рост;
- вытянутое телосложение;
- узкие кисти рук и стопы.

## Типы
Представители негрской расы разных регионов довольно сильно отличаются по своим расовым признакам: отмечается различие в оттенках цвета кожи, различаются ширина носа, толщина губ, а также длина тела и некоторые другие признаки.
Традиционно выделяют несколько локальных вариантов негрской расы, называемых антропологическими типами:
- суданский (негро-гвинейский) тип, в котором наиболее ярко представлены все негроидные признаки (распространён в Западной Африке на побережье Гвинейского залива — в регионах Судан и Гвинея);
- центральноафриканский (западно-бантоидный, палеонегроидный) тип, характеризующийся более низким ростом, сильнее развитым третичным волосяным покровом на лице и чуть более светлой кожей, чем у суданских популяций (вполне вероятна для этого типа примесь негрилльской расы, распространён в дождевых лесах бассейна реки Конго);
- восточно-бантоидный тип с более выступающим и узким носом и чуть менее толстыми губами в сравнении с суданским типом (распространён в саваннах к востоку от бассейна реки Конго);
- южноафриканский тип с чуть более светлой кожей и, возможно, в среднем более низким ростом, чем у суданских популяций (вероятнее всего, на появление указанных признаков могло повлиять смешение негрских групп с койсаноидами, распространён в засушливых районах Южной Африки);
- нилотский (восточноафриканский) тип, выделяющийся самой тёмной кожей и высоким ростом как среди негрских популяций, так и в целом среди всех остальных людей планеты, характеризуются менее выраженным прогнатизмом, менее толстыми губами, более узким лицом и крайне вытянутым телосложением с длинными конечностями (вероятна примесь эфиопской расы, распространён в саваннах Центральной и Восточной Африки, в верхнем течении Нила).

О наличии указанных типов можно говорить лишь приблизительно, поскольку все эти антропологические типы слабо изучены, а некоторые варианты так и остаются неисследованными и неописанными.
По границам ареала негрской расы встречаются разного рода переходные и смешанные антропологические типы — с примесями эфиопской, центральноафриканской, южноафриканской и южноевропеоидной рас. В частности, у скотоводов, живущих в саваннах Западной и Восточной Африки, прослеживается примесь южных европеоидов и веддоидов — в этих популяциях отмечаются высокий рост, зачастую более светлая кожа, слабее выраженный прогнатизм, более выступающий и менее широкий нос и другие признаки.